# Isola Bella
Isola Bella je největší a nejvýznamnější z malých ostrovů v souostroví Borromejské ostrovy na jezeře Lago Maggiore v severní Itálii. Ostrov měří jen 320 x 180 metrů, přičemž palác se zahradou zabírají většinu ostrova. Z oken paláce je krásný výhled na celé jezero i nedaleký rybářský ostrůvek Isola Pescatori. Dopravní spojení zajišťují trajekty a menší lodi z městečka Stresa.

## Historie
V roce 1632 dal hrabě Carlo III. Boromejský (1586-1652) na ostrově vybudovat pro svou manželku Isabelu d'Adda (+1658) ostrovní palác Borromeo (palazzo Borromeo) s terasovitou barokní zahradou. Původně se ostrov jmenoval Isola Isabela, později byl přejmenován na Isola Bella (Krásný ostrov).
Giberto V. Borromeo (1751–1837) zval na ostrov významné hosty, k nimž patřili Napoleon Bonaparte s manželkou Joséphine, kteří zde dvakrát přenocovali, Princezna z Walesu, Carolina von Braunschweig-Wolfenbüttel, později také anglická královna Caroline.

## Architektura
Na projektu barokního paláce se podíleli architekti Carlo Fontana, Francesco Maria Richini a milánský sochař Giuseppe Vismara. Klasicistní úpravy provedl v 1. polovině 18. století architekt Giuseppe Zanoja. Uvnitř paláce jsou honosné rokokové sály, na jejichž výzdobě se podílel mj. malíř Francesco Zuccarelli, dále obytné prostory a kaple.
Kostel sv. Viktora (Chiesa di San Vittore) - jednoduchá barokní stavba, později začleněná do bloku domů knížecích služebníků.

## Umělecké sbírky

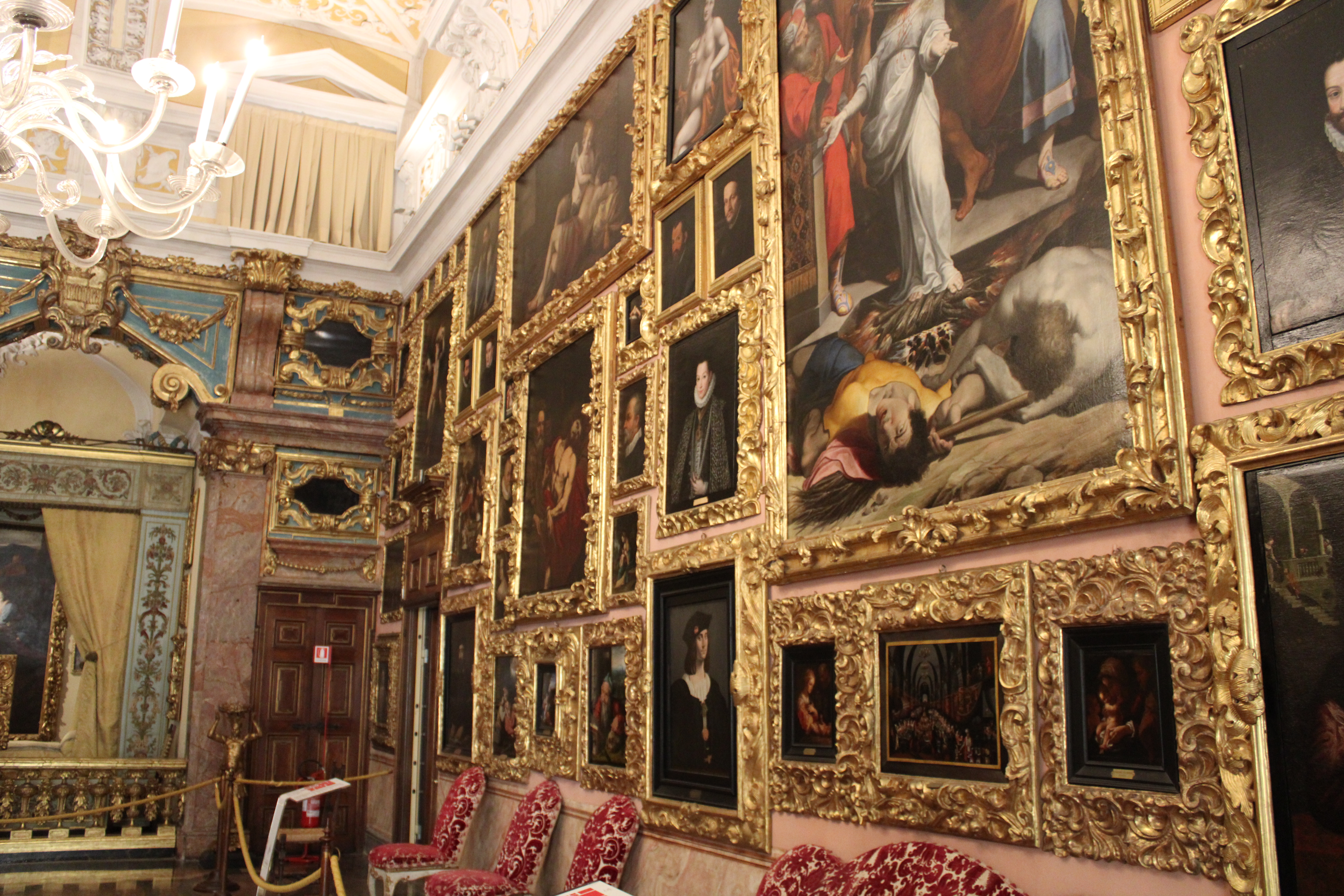
Galerie

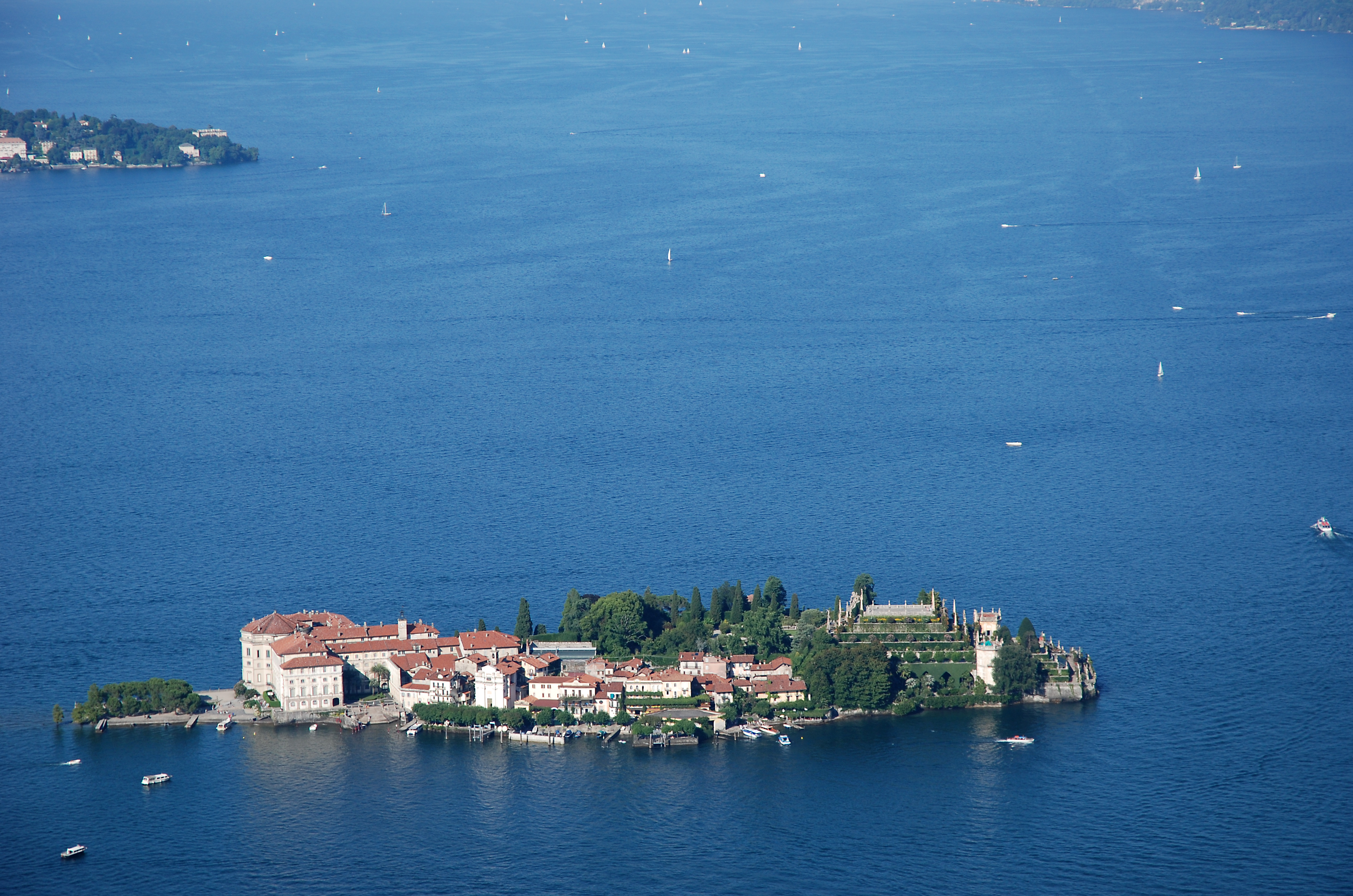
Letecký pohled na ostrov

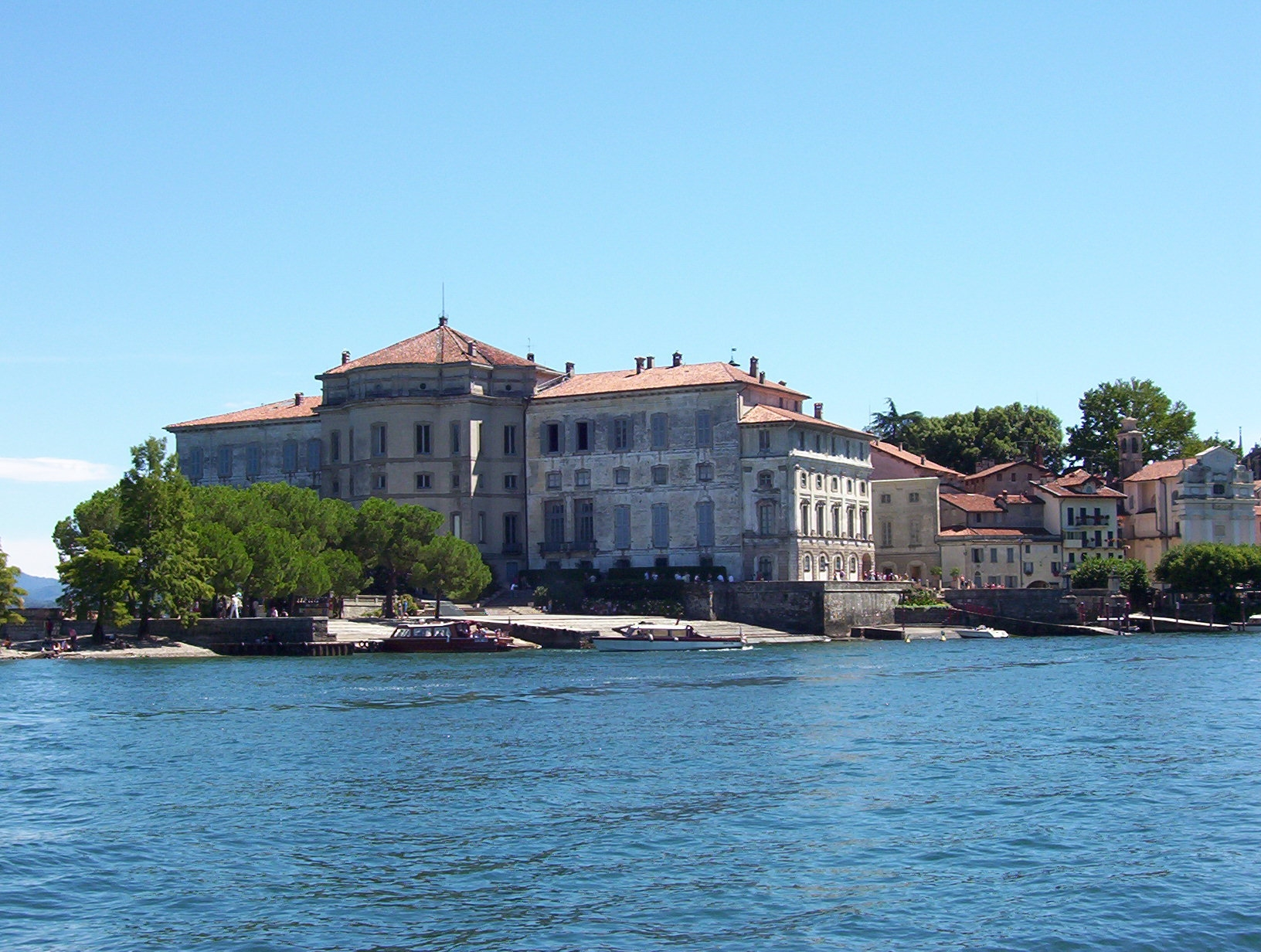
Pohled z jezerní plochy na palác Borromeo

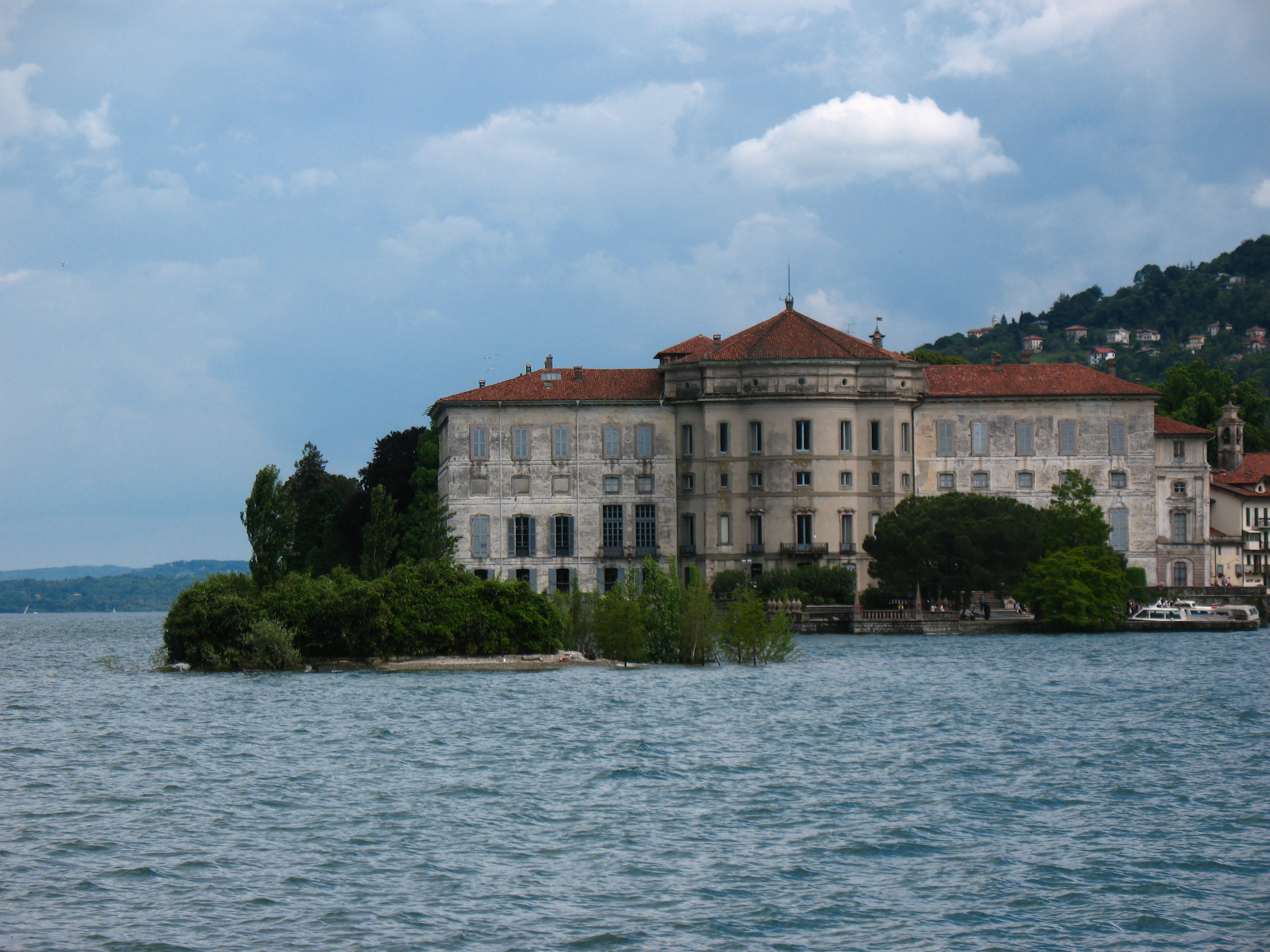
Průčelí paláce

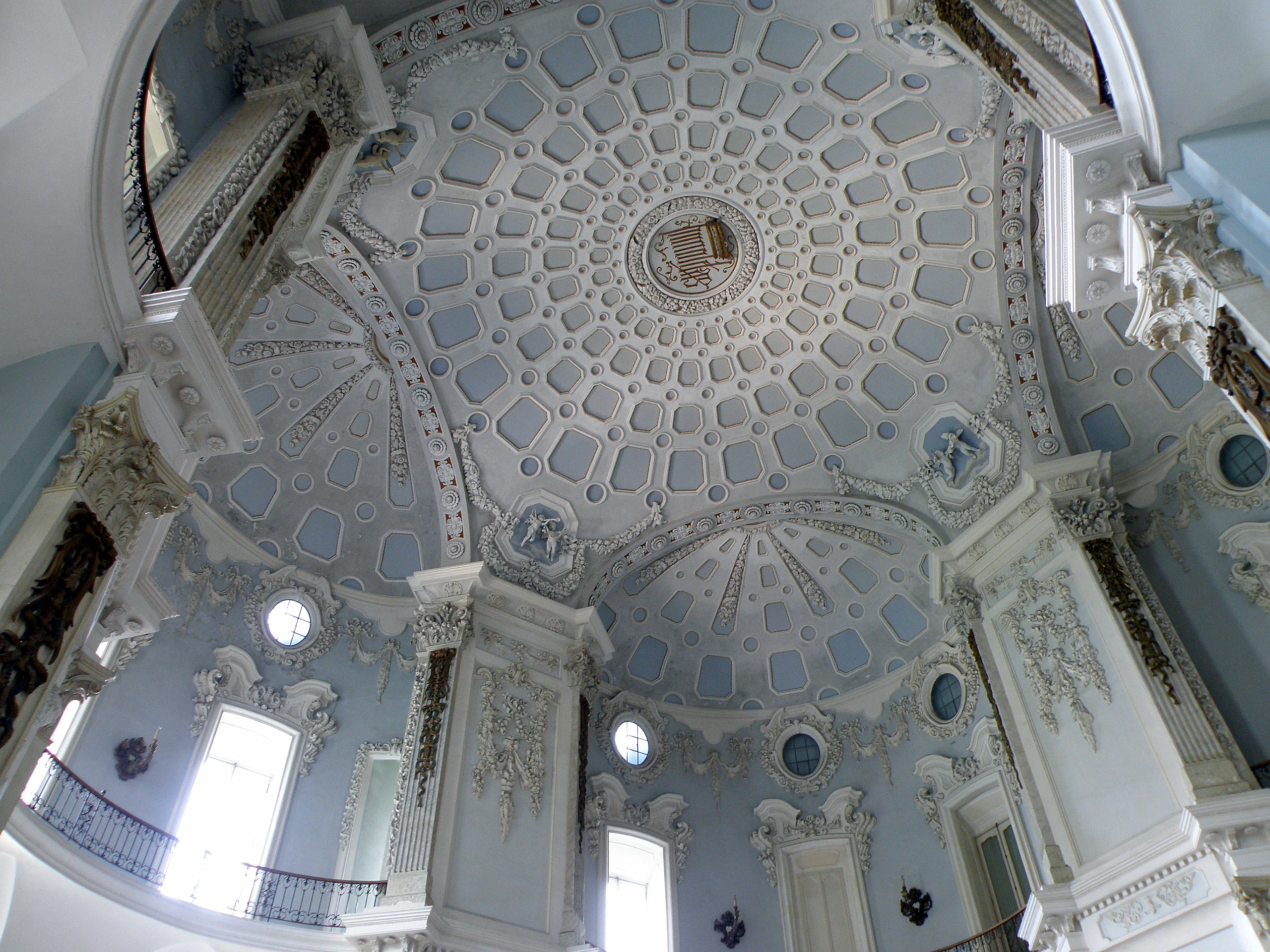
Klenba tanečního sálu

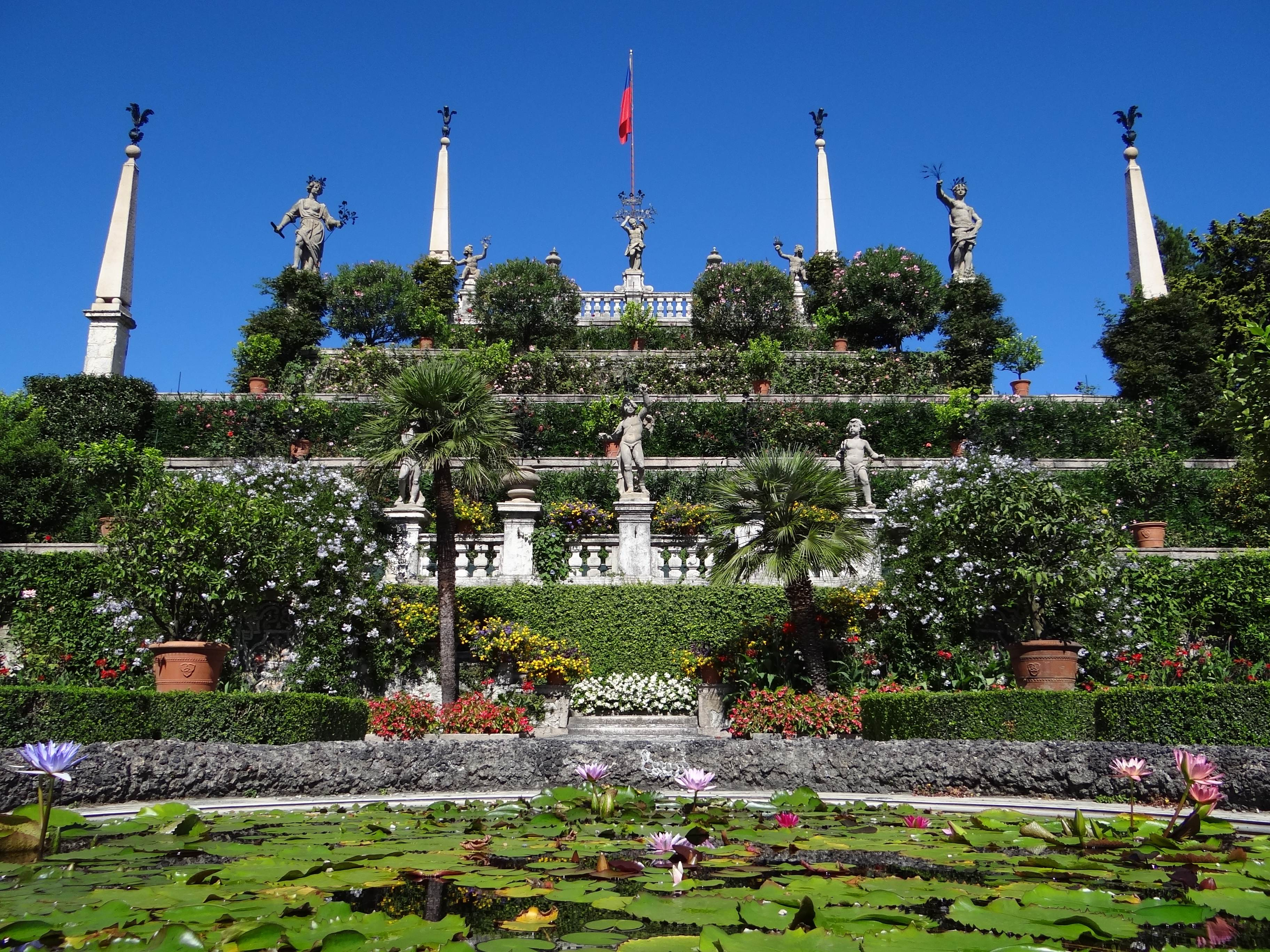
Zahradní terasy

Veřejnosti jsou přístupné reprezentační sály, salonky a chodby 1. patra, přízemí a sbírkové prostory v grottách. Obrazárna obsahuje 130 obrazů od 15. do začátku 20. století, obrazy jsou rozvěšené těsně vedle sebe způsobem rám na rám. K nejvýznamnějším patří Nesení kříže od Pinturicchia, portrét Bernardina del Conti od Raffaela, portrét mladého muže jako mučedníka od Antonella da Messina, Toaleta mladé ženy od Tiziana, Klanění pastýřů od Correggia, Únos Evropy a Paridův soud od Lucy Giordana; z 1. poloviny 19. století pocházejí např. žánrové obrazy Elisabetty Boromeové nebo historické obrazy od Marie Boromeové d'Adda, a další. Sochy jsou zastoupeny od antických bust imperátorů přes jejich renesanční kopie až po díla historismu. Velkou sbírku tvoří dřevořezby, grafika a sbírky uměleckořemeslné, mj. kabinety a psací stůl vykládané drahokamy, kolekce vlámských a italských gobelínů, sbírka koňských postrojů a sedel, také kolekce hodin, skla, porcelánu a sbírka divadelních loutek.
Ze čtyř  přízemních prostor paláce byly vybudovány grotty - umělé jeskyně se stěnami a klenbami obloženými úlomky sopečného tufu, oblázky, mušlemi, zrcátky a černým mramorem, v nikách jsou sochy mytologických hrdinů. Sídlí zde také knihovna se sbírkou optických a astronomických přístrojů, archívy historický, hudební a divadelní.

## Zahrady
Z paláce vedou cesty do osově symetricky uspořádané zahrady, které dominuje velkolepá stavba divadla. Zahrada se skládá se stupňovitých teras s balustrádami s květinovými vázami, sochami a jinými plastikami, propojenými schodišti. Zahrada je osázena množstvím exotických dřevin a lemována stříhanými keři. Jsou zde také skleníky s orchidejemi, oranžérie, jezírka s lekníny a papyry. Z fauny je dominantní pár bílých pávů, množství drobného zpěvného ptactva a chov okrasných ryb. Prohlídková trasa končí obchůdky a restauracemi.

## Významní návštěvníci
Palác obývali Napoleon Bonaparte s císařovnou Josefínou, velšská princezna a pozdější britská královna Karolina Brunšvická se pokusila ostrov koupit, britský spisovatel a politik Edward Gibbon. Od 11. do 14. dubna 1935 se zde i na ostrově Isola Madre konala Streská konference, na které Britové (Ramsay MacDonald) a Francouzi (Pierre Laval) předložili Mussolinimu návrh protihitlerovské koalice. Benito Mussolini si tu za války dal zařídit rezidenci.